# Чернеюв (Люблінський повіт)
Чернеюв (пол. Czerniejów) — село в Польщі, у гміні Яблонна Люблінського повіту Люблінського воєводства.
Населення — 846 осіб (2011).
У 1975-1998 роках село належало до Люблінського воєводства.

## Демографія
Демографічна структура станом на 31 березня 2011 року:
|          | Загалом | Допрацездатний вік | Працездатний вік | Постпрацездатний вік |
| -------- | ------- | ------------------ | ---------------- | -------------------- |
| Чоловіки | 416     | 86                 | 276              | 54                   |
| Жінки    | 430     | 78                 | 240              | 112                  |
| Разом    | 846     | 164                | 516              | 166                  |